# Aphoebantus claripennis
Aphoebantus claripennis är en tvåvingeart som först beskrevs av Becker 1903.  Aphoebantus claripennis ingår i släktet Aphoebantus och familjen svävflugor. Inga underarter finns listade i Catalogue of Life.